# Sammie (album)
Sammie è il secondo album in studio del cantante statunitense Sammie, pubblicato nel 2006.

## Tracce
1. You Should Be My Girl (feat. Sean P) – 3:54 (P. Alexander, S. Bush, J. Cameron, S. Joseph, M. Lee)
2. I Can't – 4:03 (S. Bush, B. Cox, K. Dean, S. Kipner, M. Lee, J. Parker, D. Carter)
3. Feelin' It – 3:27 (P. Alexander, V. Bozeman, S. Bush, J. Cameron)
4. What About Your Friend – 3:29 (S. Bush, V. Davis, A. Harris, J. Harris, R. Toby)
5. Choose Me (Prelude) – 1:13 (S. Bush, J. Cameron, M. Sinclair)
6. Choose Me – 4:18 (S. Bush, J. Cameron, M. Sinclair, B. Williams)
7. Mission Impossible – 4:11 (S. Bush, J. Cameron)
8. Come with Me – 4:00 (S. Bush, B. Cox, A. Shropshire)
9. Back 2 Love – 3:16 (S. Bush, M. Coleman, A. Shropshire)
10. Another Last Chance – 4:31 (S. Bush, M. Lee, A. Shropshire)
11. Heavenly – 4:18 (S. Bush, J. Cameron, A. Stevenson)
12. Slow – 4:09 (S. Bush, J. Cameron, A. Stevenson)
13. Let It Ride – 3:02 (D. Austin)
14. My Own Way – 5:00 (S. Bush, B. Cox, M. Lee)
15. For All You've Done (Outro) – 1:08 (S. Bush, D. Jones, M. Lee)